# Anticancer Research
Anticancer Research je nezavisni međunarodni recenzirani medicinski časopis, koji objavljuje Međunarodni institut za antikancerna istraživanja u izdanju Potamitis Press. Ovaj časopis pokriva eksperimentalne i kliničke teme u oblasti onkologije. On izlazi mesečno, a objavljuje se i godišnje izdanje. 
Podacima iz Journal Citation Reports, ovaj časopis je 2014. iamo faktor impakta od 1.826.

## Spoljašnje veze
- Zvanični veb-sajt
- International Institute of Anticancer Research